# Bruder Klaus (Zürich-Unterstrass)

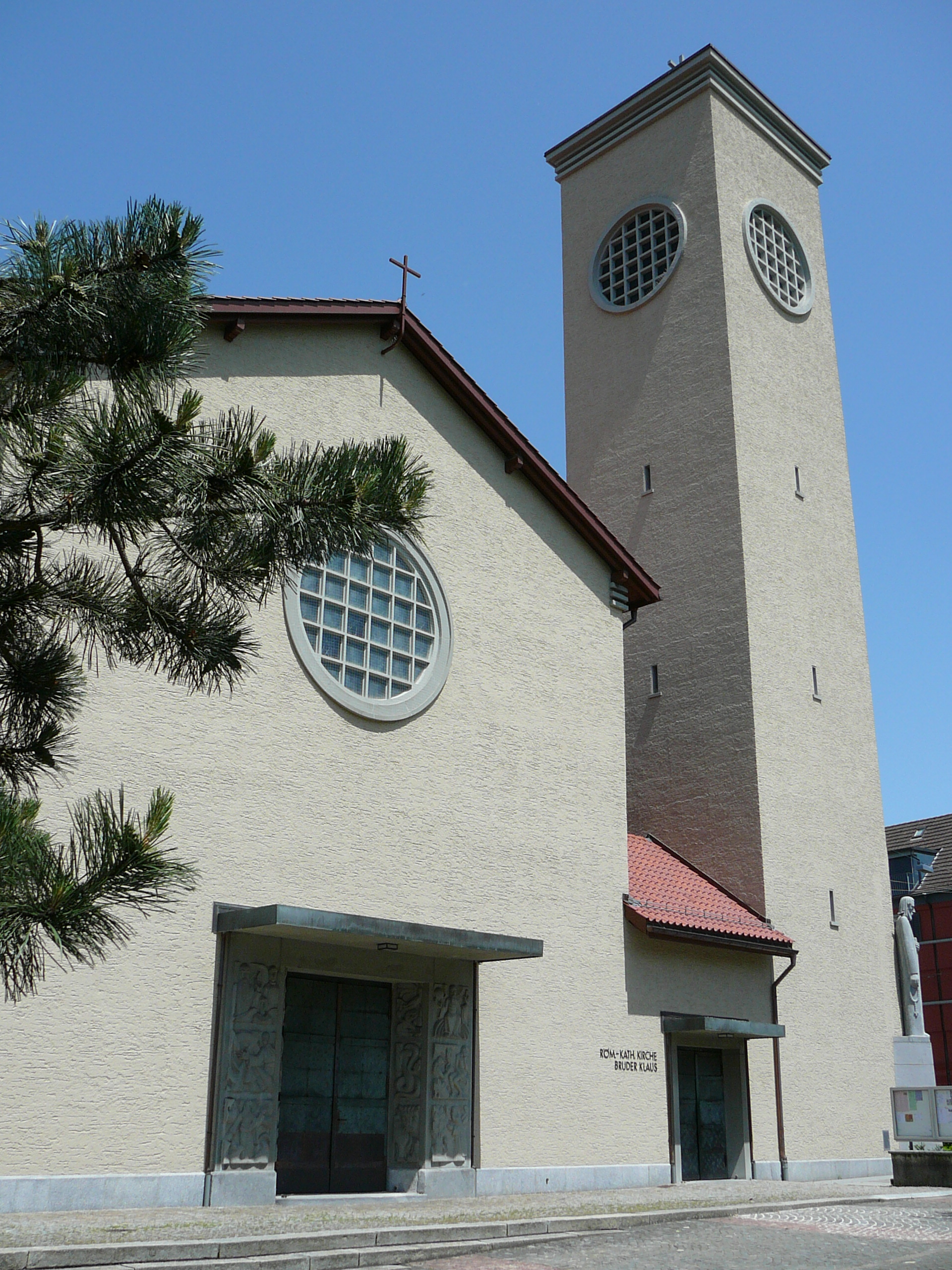
Die Kirche Bruder Klaus, Aussenansicht (2013)

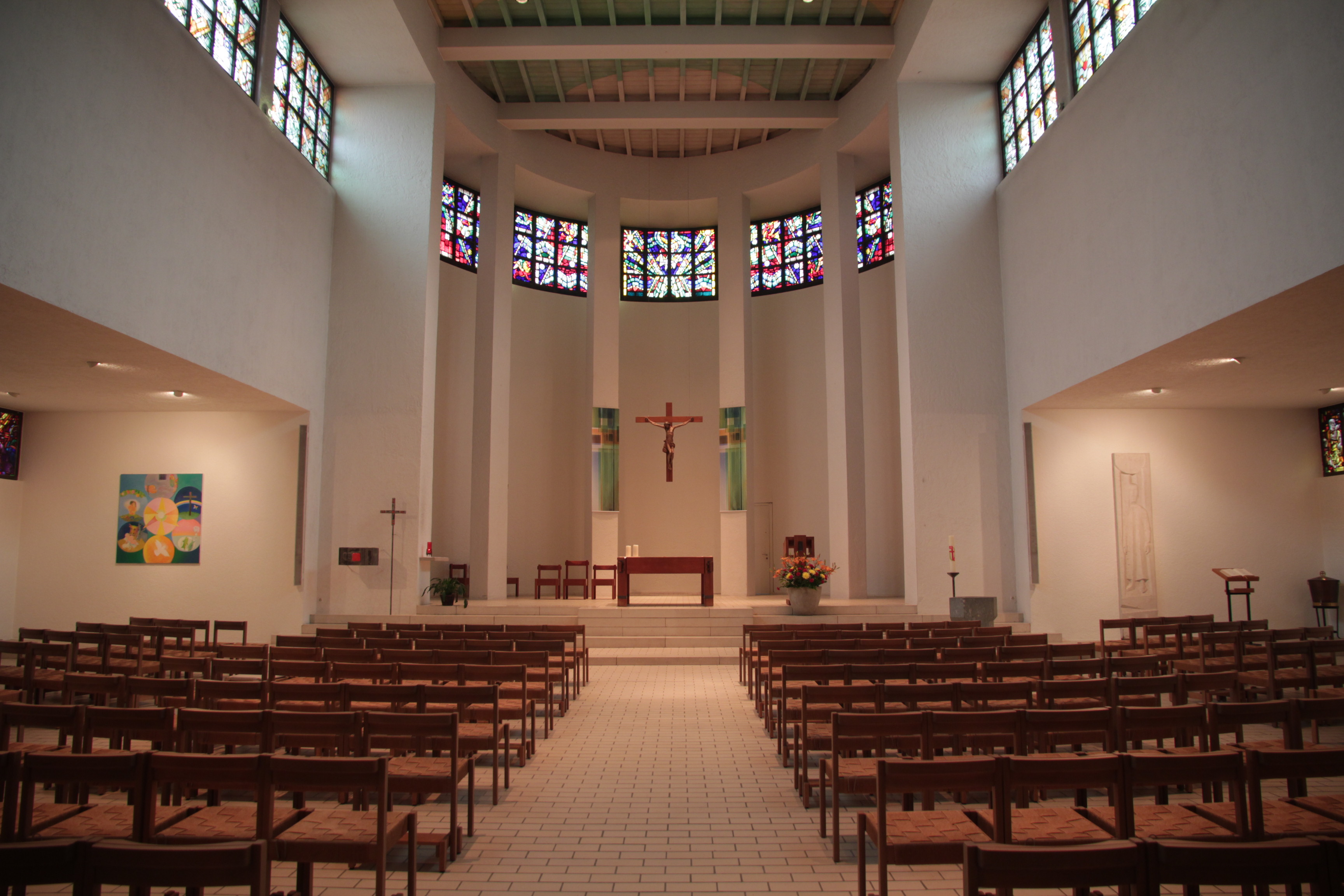
Innenansicht

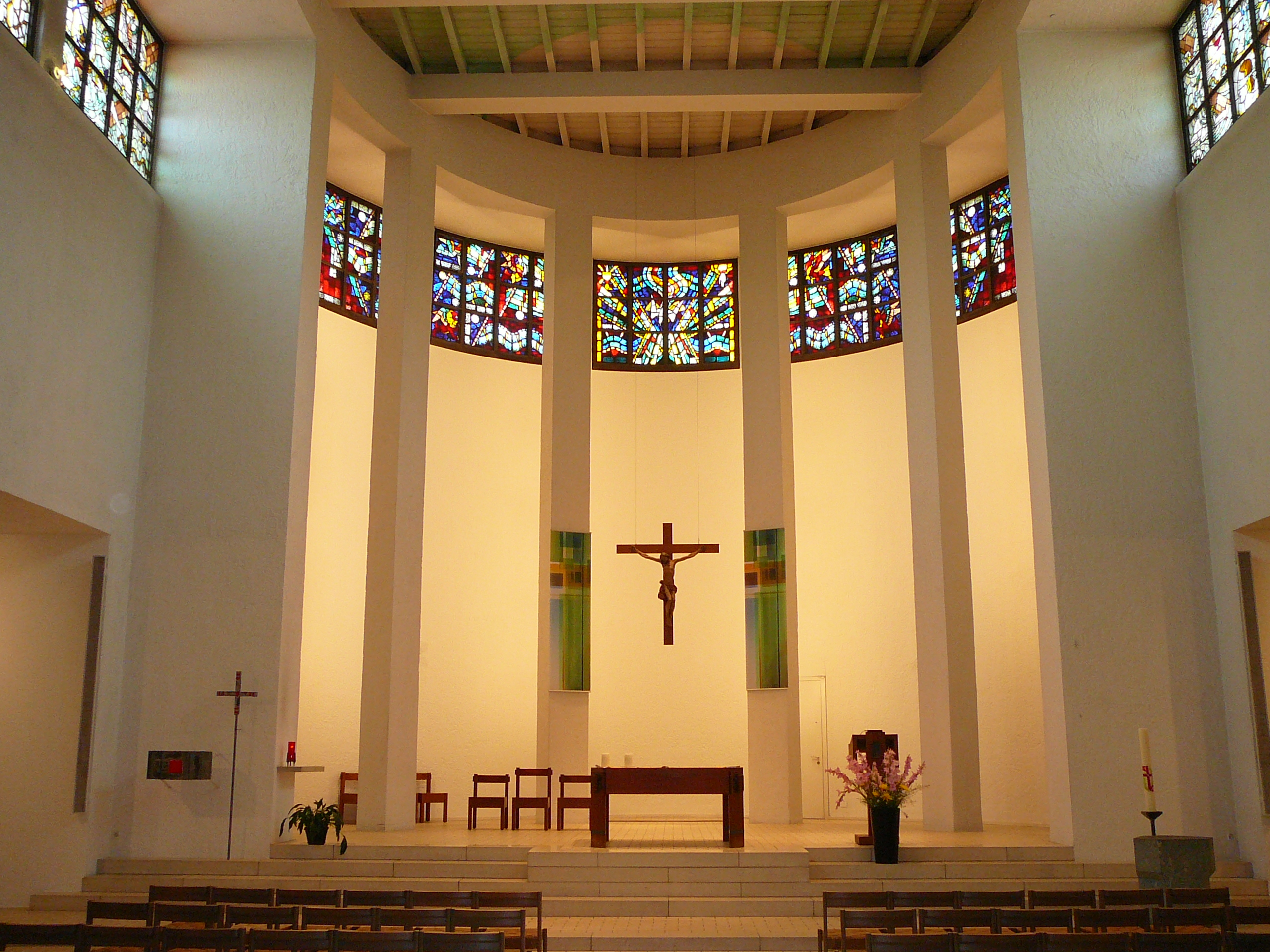
Altarraum in der Gestaltung von Alfred Huber von 1971

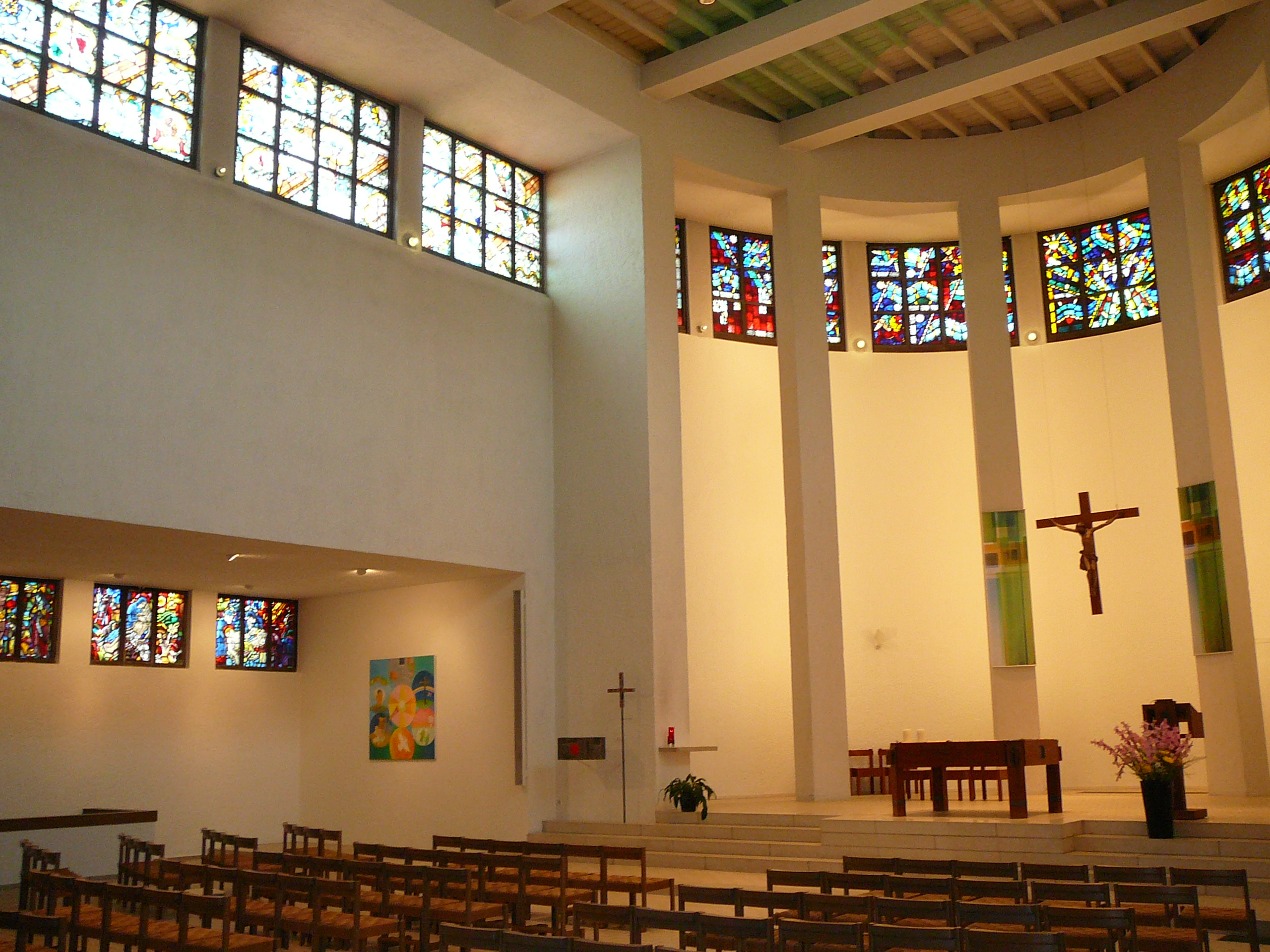
Blick auf Haupt- und Seitenschiff

Die Kirche Bruder Klaus ist die römisch-katholische Pfarrkirche des Zürcher Stadtteils Unterstrass. Sie wurde 1933 als weltweit erste Pfarrkirche dem Bruder Klaus geweiht.

## Geschichte
Nachdem in den 1920er Jahren auf dem Gebiet der heutigen Pfarrei Bruder Klaus mehr als ein Dutzend Wohnsiedlungen neu erstellt worden waren, zeichnete sich sowohl für die evangelisch-reformierte als auch für die römisch-katholische Kirche ab, dass beim Milchbuck der Aufbau einer Gemeinde nötig würde. Nahezu gleichzeitig planten und bauten die beiden Landeskirchen nebeneinander je einen Neubau, bei der reformierten Kirche handelt es sich um die Pauluskirche. Am 28. Dezember 1926 erwarb der katholische Kirchenbauverein Liebfrauen das Grundstück der heutigen Bruder-Klaus-Kirche. Die Idee war, diesen neuen Sakralbau auf den Namen des damals noch nicht heiliggesprochenen, sondern erst seligen Bruder Klaus zu weihen. Dies durfte jedoch nur mit ausdrücklicher Bewilligung des Papstes geschehen. Die Schweizer Bischöfe stellten ein entsprechendes Gesuch, dem Papst Pius XI. 1928 stattgab. Die katholische Kirche in Zürich-Unterstrass ist weltweit die erste Pfarrkirche, die dem Bruder Klaus geweiht wurde. Kurz zuvor war einzig die Hauskapelle im damaligen Priesterseminar Schöneck der Missionsgesellschaft Bethlehem Immensee in Emmetten, Nidwalden ebenfalls dem Bruder Klaus geweiht worden.
Die Grundsteinlegung der katholischen Kirche in Unterstrass erfolgte am 28. März 1932 und in den Jahren 1932/1933 wurde die Kirche Bruder Klaus nach den Plänen des Architekten Anton Higi (1885–1951) erbaut. Am 19. Februar 1933 wurde die Kirche eingesegnet, wobei der Hauptaltar dem Bruder Klaus und Karl Borromäus als Mitpatron der Kirche geweiht wurde. Neben der Kirche an der Winterthurerstrasse 135 steht das zur gleichen Zeit als Mehrfamilienhaus errichtete alte Pfarrhaus, in dem heute Räume für die Jugendvereine sowie das Büro für den Missionar der ungarischsprachigen Katholiken Zürichs untergebracht sind.
Am 15. Mai 1947 sprach Papst Pius XII. den Bruder Klaus heilig. Deshalb erfolgte nur wenige Monate später, am 28. September 1947, die eigentliche Weihe der Kirche, vorgenommen durch den Bischof von Chur, Christian Caminada. Zu diesem Anlass läuteten auch erstmals die neuen Glocken im Kirchturm. 1961 wurde unter dem Chor der Kirche eine Krypta eingebaut. 
Nach dem Zweiten Weltkrieg wurde von der Pfarrei Bruder Klaus aus die Tochterpfarrei Allerheiligen (Zürich-Neuaffoltern) gegründet. Im Jahr 1946 kaufte die Bruder-Klaus-Stiftung hierfür den Baugrund. 1953 wurde nach Plänen von Karl Higi, dem Sohn des Erbauers der Bruder-Klaus-Kirche, eine Notkirche sowie das heutige Pfarrhaus errichtet. Am 26. April 1956 erhob der Bischof von Chur, Christian Caminada, Allerheiligen per Dekret zur Pfarrei. Zwischen der Notkirche und dem Pfarrhaus von Allerheiligen erbaute Karl Higi im Jahr 1964 schliesslich die heutige Pfarrkirche Allerheiligen, die Notkirche wurde zum Pfarreisaal.
Da die stetig wachsende Pfarrei Bruder Klaus mehr Platz brauchte, aber zu wenig finanzielle Mittel für den Bau eines Pfarreizentrums zur Verfügung standen, wurde in den Jahren 1955/1956 im Mehrfamilienhaus an der Winterthurerstrasse, in dem auch das Pfarramt untergebracht war, ein Versammlungssaal sowie einige Gruppenräume eingebaut. Dieser Umbau erfolgte durch den Architekten Karl Higi. Das von Higi 1966 ausgearbeitete Projekt, zwischen der Kirche und dem Mehrfamilienhaus einen unterirdischen Saal sowie weitere Räumlichkeiten auch unter der Kirche zu erstellen, wurde nicht ausgeführt. Stattdessen gelang es der Kirchgemeinde im Jahr 1978, das zwischen der Kirche Paulus und der Bruder-Klaus-Kirche gelegene Restaurant «Freihof» zu kaufen. An dessen Stelle erfolgte 1978–1980 der Bau des heutigen Pfarreizentrums, ausgeführt nach den Plänen der Architekten Walter Wäschle und Urs Wüest. Am 29. Juni 1980 wurde das Pfarreizentrum eingeweiht. Es bietet Platz für einen grossen Saal und etliche weitere Räume für das Gemeindeleben, aber auch für das Pfarrbüro sowie einige Wohnungen.
Die Pfarrei Bruder Klaus ist mit 3'618 Mitgliedern (Stand 2021) eine der kleineren römisch-katholischen Pfarreien der Stadt Zürich.

## Kirchturm und Glocken
Die Glocken wurden am 7. August 1947 von der Glockengiesserei H. Rüetschi, Aarau gegossen und läuteten erstmals anlässlich der Weihe der Kirche an den Bruder Klaus am 28. September 1947.
| Nummer | Ton | Gewicht | Durchmesser | Widmung          | Inschrift |
| ------ | --- | ------- | ----------- | ---------------- | --- |
| 1      | es  | 1220 kg | 129 cm      | Hl. Bruder Klaus | Dem Vater des Vaterlandes. Heiliger Bruder Klaus, bewahre uns den Frieden! |
| 2      | f   | 880 kg  | 116 cm      | Muttergottes     | Matri domini (= der Mutter des Herrn). Ultima in mortis hora, filium pro nobis ora, bonam mortem impetra, virgo, mater domina! (= Mutter, in dem letzten Stündlein musst mit Jesus du uns nah sein. Führe uns zur Ruh, Herrin, Jungfrau, Mutter du!) |
| 3      | g   | 630 kg  | 103 cm      | Karl Borromäus   | Sancto Carolo ecclesiasticae libertatis acerrimo propugnator ! (= Dem heiligen Karl, dem unerbittlichen Vorkämpfer für die kirchliche Freiheit!) |
| 4      | b   | 380 kg  | 87 cm       | Hl. Kanisius     | Heiliger Petrus Kanisius, bewahre uns den Glauben! |
| 5      | c   | 270 kg  | 78 cm       | Schutzengel      | Heilige Engel Gottes, besieget die Mächte der Finsternis, schützet unsere Kinder! |

## Baubeschreibung

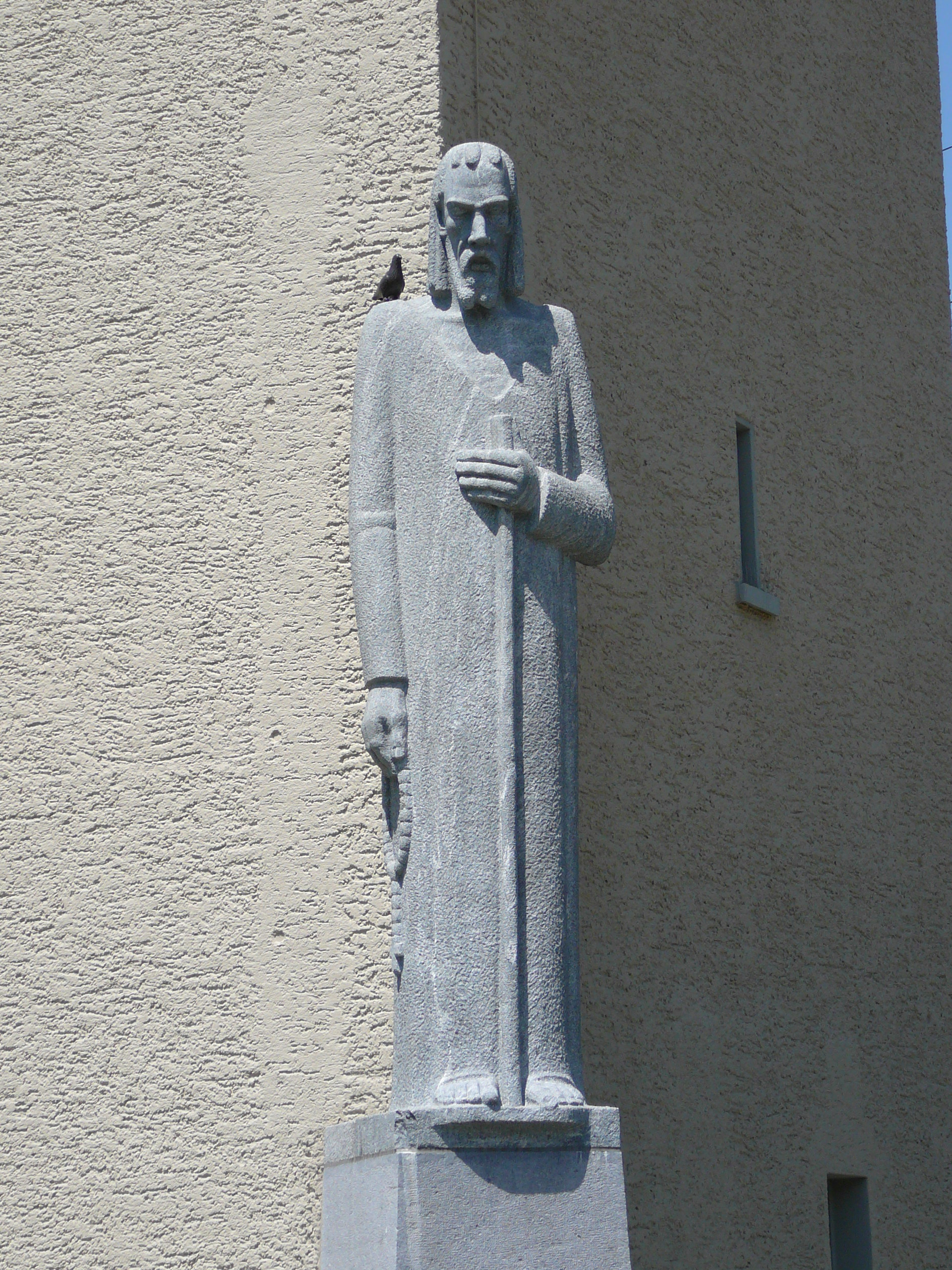
Statue des Bruder Klaus am Kirchturm von Alphons Friedrich Magg von 1933

Die Kirche Bruder Klaus wurde neben die wesentlich grössere reformierte Pauluskirche, die ebenfalls im Jahr 1933 fertiggestellt wurde, an die Milchbuckstrasse gesetzt. Im Gegensatz zur Pauluskirche, zu der „eine breite Freitreppe auf den weiten Platz, der zur imposanten Turmfassade hinführt“, waren beim Bau der Bruder Klaus-Kirche weder der Platz noch das Geld für eine analoge Platzgestaltung vorhanden. Um auf den Standort der Kirche aufmerksam zu machen, wurde der Kirchturm an die Ecke zur vielbefahrenen Milchbuckstrasse gesetzt. Am Fuss des Kirchturms wurde eine überlebensgrosse Statue des Bruder Klaus aus Granit angebracht. Sie stammt vom Bildhauer Alphons Friedrich Magg (1891–1967). Das an sich schlichte Gotteshaus trägt als charakteristisches Merkmal an der Frontseite der Kirche und auch auf der Höhe des Glockenstuhls am Turm runde Fenster mit markanter Gitterstruktur. Genau das gleiche Element findet sich auch an der Südseite der ebenfalls von Anton Higi erbauten Kirche St. Martin (Zürich-Fluntern).
Das Hauptportal der Kirche wird von Relieftafeln eingefasst, die alttestamentliche Darstellungen enthalten. Diese Relieftafeln sind ein Frühwerk des Bildhauers Albert Schilling.
Im Innern spannen sich die Hochmauern des Mittelschiffs als horizontale Träger direkt von der Orgelempore bis zum Altarraum. Möglich gemacht wird das durch die Verwendung von Eisenbeton. Indem diese Konstruktion einen (bis auf die beiden Stützen der Orgelempore) säulenfreien Innenraum schafft, ist von den ursprünglich 520 Sitzplätzen ein freier Blick auf den Altarraum vorhanden. Bei der heutigen Bestuhlung bietet die Kirche noch 350 Sitzplätze. Die hohe Wand über den Seitenschiffen, die durchgehenden Fensterbänder und der kräftig ausgebildete Deckenunterzug prägen den Kirchenraum.
Vergleicht man die drei von Anton Higi in Zürich erbauten Kirchen Guthirt, Bruder Klaus und St. Martin, erkennt man, wie sich der Architekt von der Idee einer Kirche als Längsbau hin zu einer Kirche als Zentralbau bewegte. Hintergrund dieser Entwicklung ist die Forderung der Liturgischen Bewegung nach einer tätigen Teilnahme der Gläubigen an der Liturgie, was zur Folge hatte, dass die räumliche Trennung von Zelebranten und übriger Gottesdienstgemeinde aufgehoben werden sollte. Johannes von Acken forderte in diesem Zusammenhang: „Weitung des Hauptraumes, Verkürzung und Verbreiterung des Chores, Verzicht auf Säulen und Pfeiler, die den Blick hemmen.“
Der Grundriss von Bruder Klaus zeigt, dass Anton Higi diese Forderung umsetzte, indem er die Kirche auf einem stark verkürzten Längsrechteck erbaute. Der Kirchenraum ist ohne Chor sogar breiter als lang, nämlich 24 Meter zu 21,5 Meter. Doch durch die Einteilung der Kirche in drei Schiffe und durch die Betonung der Mittelachse konzipierte Anton Higi die Kirche dennoch als Wegkirche.

## Ausstattung

### Ursprüngliche Gestaltung
Im halbrunden Chor der Kirche umstanden die Betonpfeiler den ursprünglichen Hochaltar, dessen Kruzifix links und rechts von den Darstellungen der Kirchenpatrone Karl Borromäus und Bruder Klaus flankiert war. Geschaffen wurde der Hochaltar samt dem Bronzekreuz und den in Bronze getriebenen Relieftafeln vom Künstler Arnold Stockmann (1882–1963), Luzern. Auf diesen Hochaltar hin war die ganze Raumkonzeption ausgerichtet. Durch die Umgestaltung von 1970/1971 wurde der Ausdruck der Kirche grundlegend verändert.
Im linken Kirchenschiff befand sich ein Muttergottes-Altar, der zusammen mit der Statue des Bruder Klaus, welche sich an der Ecke zwischen Chor und rechtem Seitenschiff befand, Werke des Einsiedler Bildhauers Alois Payer (1878–1969) waren und aus Holz geschnitzt wurden. Der Josefs-Altar des rechten Seitenschiffs stammte aus der Werkstatt von Franz Xaver Marmon, Alfons Marmon und Anton Blank, Wil SG.

### Kirchenfenster
Ein architektonisches Merkmal der Fenster ist, dass sie als durchgehende Fensterbänder gestaltet wurden. Die je sieben Kirchenfenster der beiden Seitenschiffe stellen den Kreuzweg dar und wurden vom Berner Kunstmaler Albin Schweri im Jahr 1933–34 ausgeführt.
Die sieben Fenster im Chor wurden anlässlich der eigentlichen Weihe der Kirche im Jahr 1947 durch den Kunstmaler Leo Steck, Bern geschaffen. Sie zeigen in expressionistischen Formen und Farben die Stadt Jerusalem als Kulisse für das monumentale Kreuz des ursprünglichen Hochaltars. In den Glasfenstern des Chores finden sich auch die Symbole der vier Evangelisten sowie im mittleren Fenster die Symbole des Priestertums und des Opfertodes Christi (Kelch, Hand Gottes, die aus der Wolke auf die Kreuzigung zeigt, sowie die Taube des Heiligen Geistes, der sich auf den Gekreuzigten über dem Hochaltar nieder zu senken schien).
Das Konzept der Kirchenfenster im Hauptschiff entstand nach Plänen des Architekten Karl Higi. Die Fenster zeigen rechts Motive aus dem Alten Testament, links Motive aus dem Leben Jesu. Sie wurden vom Kunstmaler Leo Steck entworfen und im Jahr 1949 eingebaut.
Bei der Orgelempore beginnend, richten sich die beiden Fensterbänder auf den ehemaligen Hochaltar im Chor der Kirche aus. Sie stellen in chronologischer Folge die Geschichte des Menschen in Verbundenheit zu Gott dar. Die sechs Fenster mit den alttestamentlichen Motiven auf der rechten Seite beginnen auf den ersten beiden Fenstern mit der Darstellung des Paradieses (Lebensbaum, Schlange) und der Vertreibung aus dem Paradies (Apfel der Erkenntnis, flammendes Schwert des Engels, der Adam und Eva aus dem Paradies weist). Das dritte Fenster zeigt den Altar, den Noach nach der Sintflut gebaut hatte, um Gott zu danken. Gott schliesst seinen Bund mit den Menschen durch den hinter dem Altar aufscheinenden Regenbogen. Als zweites Symbol ist auf dem Fenster ein fliessendes Gewässer zu sehen, dies in Anlehnung an eine Vision des Propheten Ezechiel, der einen Zusammenhang zwischen dem Leben spendenden Wasser und dem Segen Gottes herstellt (Ez 47,1). Im vierten Fenster sind Symbole zu erkennen, die das Leben von Mose thematisieren: die Gesetzestafeln mit den Zehn Geboten sowie die Menora. Das fünfte Fenster zeigt alttestamentliche Symbole, die sowohl das Leben der Menschen untereinander (Waage, Schwert) als auch den Bezug der Menschen zu Gott (der lechzende Hirsch nach Psalm 42) versinnbildlichen. Das sechste Fenster lässt ein menschliches Haupt mit verbundenen Augen und eine Öllampe mit nicht erlöschendem Feuer erkennen, beides Zeichen für das (blinde) Vertrauen der Menschen Gott gegenüber, dass er mit seinem Segen die Menschen begleitet, auch wenn er sich nicht immer zu erkennen gibt.
Die sechs Fenster auf der linken Seite des Hauptschiffes zeigen Motive des Lebens und Wirkens Jesu. Das erste Fenster beginnt wie auch das erste Fenster auf der gegenüberliegenden Seite zum Alten Testament mit einer brennenden Kerze: Jesus, das Licht der Welt, das die Finsternis vertreibt (Joh 8, 12). Das Auge Gottes versinnbildlicht die Anwesenheit Gottes in der Welt. Auf dem zweiten Fenster wird mit dem Stern von Betlehem die Geburt Jesu angekündet. Die weisse Lilie steht für die Jungfrau Maria, der Engel Gabriel verkündet ihr die Schwangerschaft. Rechts unten ist die Wurzel Jesse dargestellt, ungewöhnlich ist das JHS-Zeichen auf Stroh in der Krippe. Im dritten Fenster sind zwei Motive zu entdecken, die die Opferbereitschaft Christi versinnbildlichen: Einerseits der Pelikan, der sich die Brust aufreisst, um seine Jungen zu nähren, andererseits die Garbe, die sich verneigt (Demut Christi, sich in Nächstenliebe den Menschen hinzugeben). Das vierte Fenster thematisiert die Mahlgemeinschaft (Weinstock, Kelch, betende Hände). Selten zu sehen ist der Delfin als Symbol für Christus: Die Annahme aus der Antike, dass Delfine in Not geratene Seeleute sicher an Land bringen, wurde im Christentum auf Jesus umgedeutet, der in Not geratene Menschen gleich einem Delfin in Sicherheit bringe, nämlich zum Ewigen Leben hinführt. Im fünften Fenster wird der Karfreitag vorweggenommen (Ebenfalls ungewohnt die Darstellung des Opferlamms, das ans Kreuz genagelt ist. Das flammende Herz Jesu mit der Dornenkrone, die verdunkelte Sonne, die auf die Sonnenfinsternis nach Mk 15,33 verweist). Das sechste Fenster thematisiert schliesslich den Glauben an die Auferstehung der Toten (Phoenix, Anker als Symbol der Hoffnung, Engel mit Posaune).
Sämtliche Kirchenfenster im Hauptschiff und im Chor der Kirche zeigen zahlreiche Engel und Sterne, die das ganze Raumprogramm auf die ursprüngliche Kreuzigung Christi am Hochaltar hin bezogen.

### Heutige Gestaltung

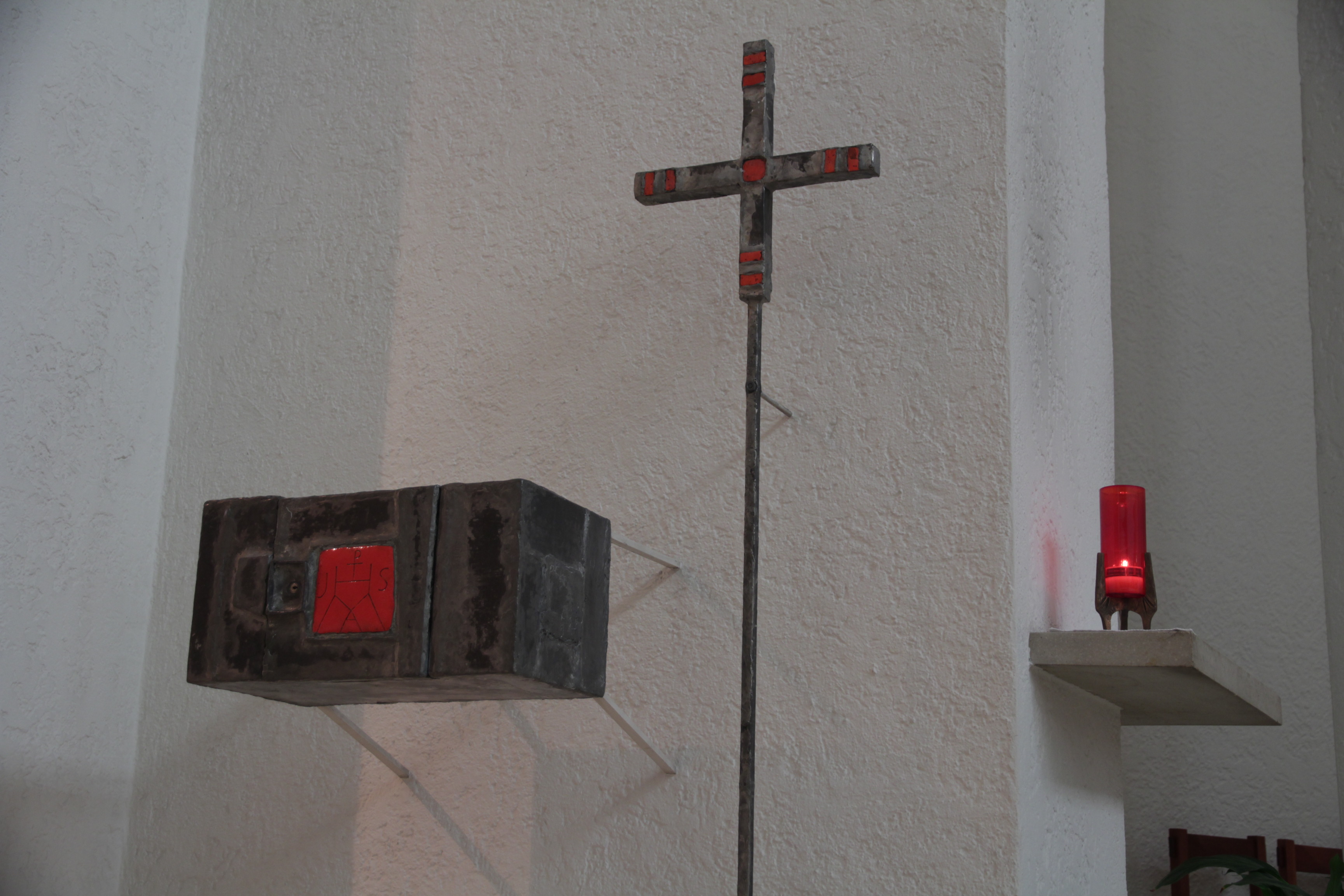
Tabernakel, Vortragskreuz und Ewiges Licht von Alfred Huber von 1971

Nach der Liturgiereform des Zweiten Vatikanischen Konzils ging die Pfarrei die Neugestaltung des Kirchenraumes an. Zeitgleich mit einer Aussen- und Innensanierung der Kirche in den Jahren 1970/1971 setzte der Künstler Alfred Huber, Rümlang die Neugestaltung des Altarraumes um. Der ursprüngliche Hochaltar konnte aus Platzgründen nicht im Chor stehen bleiben und wurde durch einen hölzernen Volksaltar ersetzt. Ebenfalls fand die aus Stein gearbeitete Kanzel, die sich an der Ecke von linkem Seitenschiff und Chor der Kirche befand, keine Verwendung mehr. Sie wurde mit einem zum neuen Altar passenden Ambo im Chorraum ausgetauscht. Statt des grossen Kruzifix’ des Hochaltars wurde über dem neuen Volksaltar ein schlichtes Kreuz mit Korpus aufgehängt. An die Stelle der Kanzel traten der Tabernakel und ein Vortragskreuz, beide aus Metall gefertigt und mit Emailarbeiten verziert. Und an der rechten Ecke zwischen Chor und Seitenschiff befindet sich nun der alte, aus Stein gefertigte Taufstein, der vom Eingangsbereich der Kirche nach vorne in die Nähe des Altares versetzt wurde. Zeitgleich zur Umgestaltung des Chores wurden auch die beiden Seitenaltäre abgebaut und die Decke neu gestaltet. Der Künstler Max Rüedi griff in seiner Deckenmalerei die Farben der bestehenden Kirchenfenster auf und schuf dadurch eine Brücke von den älteren Ausstattungsstücken zu den neueren Werken in der Kirche. Auf der rechten Seite des Altarraumes steht eine Plastik des Künstlers Alois Spichtig, welche den Bruder Klaus darstellt. Im Erdgeschoss des Kirchturms befindet sich eine Gebetsnische mit einer Marienstatue. In die Wand eingelassen ist eine aus Zement gefertigte Darstellung der Vision des Bruder Klaus mit dem Gottesantlitz.

#### Meditationsbild von Bruder Klaus

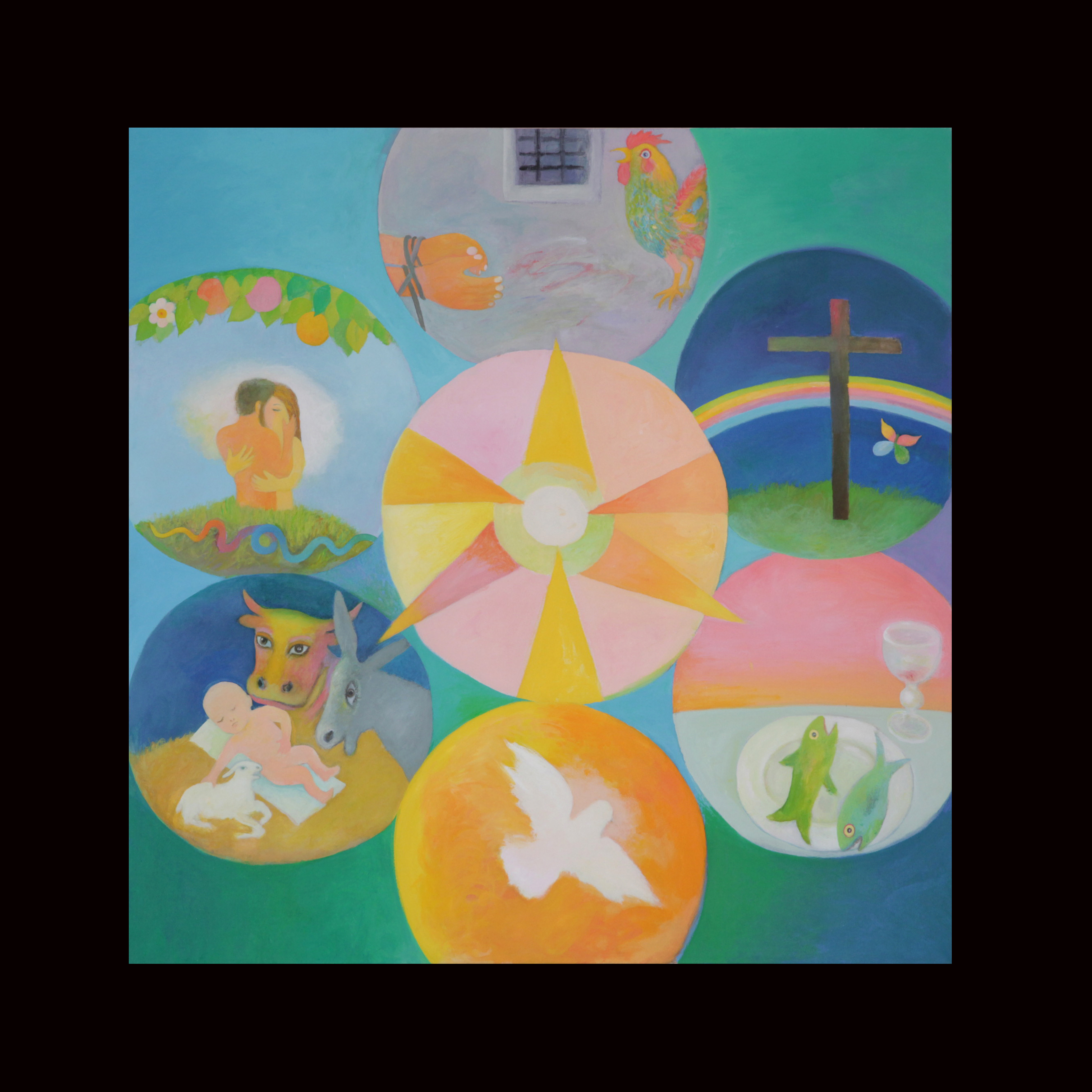
Bild von Max Rüedi nach dem Meditationsbild des Bruders Klaus von 2000

Im Jahr 2000 erhielt die Kirche erneut ein neues künstlerisches Werk: In Anlehnung an das Meditationsbild von Bruder Klaus, das sich in der Pfarrkirche von Sachseln befindet und ca. 1480 entstanden ist, hat der Künstler Max Rüedi ein Meditationsbild für die Kirche Bruder Klaus gemalt. Es befindet sich an der Frontwand des linken Seitenschiffs und zeigt symbolisch die Beziehung zwischen Gott und den Menschen sowie der ganzen Schöpfung. Das Meditationsbild stellt die Vision des Bruder Klaus dar, nach der drei Strahlen zu Gott hinführen und drei andere Strahlen von Gott ausgehen. In der modernen Version von Max Rüedi wurde die Darstellung Gottes von 1480 weggelassen, da der Mensch sich von Gott kein Bildnis machen sollte. Um diese Strahlen herum finden sich sechs Darstellungen, von denen sich immer zwei entsprechen. Im ersten Kreis links oben sind Mann und Frau dargestellt, sie stehen für die ganze Schöpfung in ihrem Reichtum und ihrer Problematik; auch die Schlange mit ihrer heilenden und zerstörenden Dimension gehört zu diesem Schöpfungsbild. Diesem ersten Kreisbild zugeordnet ist das zweite rechts unten. Es stellt das Morgenmahl dar, zwei Fische und den Kelch: Gott, der Nahrung für die Menschen Nahrung sein will. Das dritte Kreisbild zeigt links unten die Geburt Jesu Christi im Stall: Gott, der mitten unter den Tieren liegend all seine Macht abgelegt hat. Das vierte Kreisbild, das dem dritten zugeordnet ist, findet sich recht oben und zeigt das Kreuz samt Regenbogen und Sommervogel als Zeichen der Auferstehung. Der fünfte Kreis oben zeigt die gefesselten Hände Jesu und den Hahn, der den Verrat in die Welt hinauskräht: ein Zeichen des menschlichen Unvermögens, hineingerissen in das Göttliche. Das sechste Kreisbild zeigt schliesslich als Antwort auf das fünfte die Taube, die dem Feuer entfliegt: ein Zeichen der unverstehbaren göttlichen Freiheit, die Zerstörerisches herausholt und verwandelt. Die sechs Kreisbilder überschneiden sich und sind auf wechselndem Farbhintergrund dargestellt; dadurch verweist das Bild auf das lebendige, unberechenbare Zueinander von Gott und den Menschen.

## Krypta

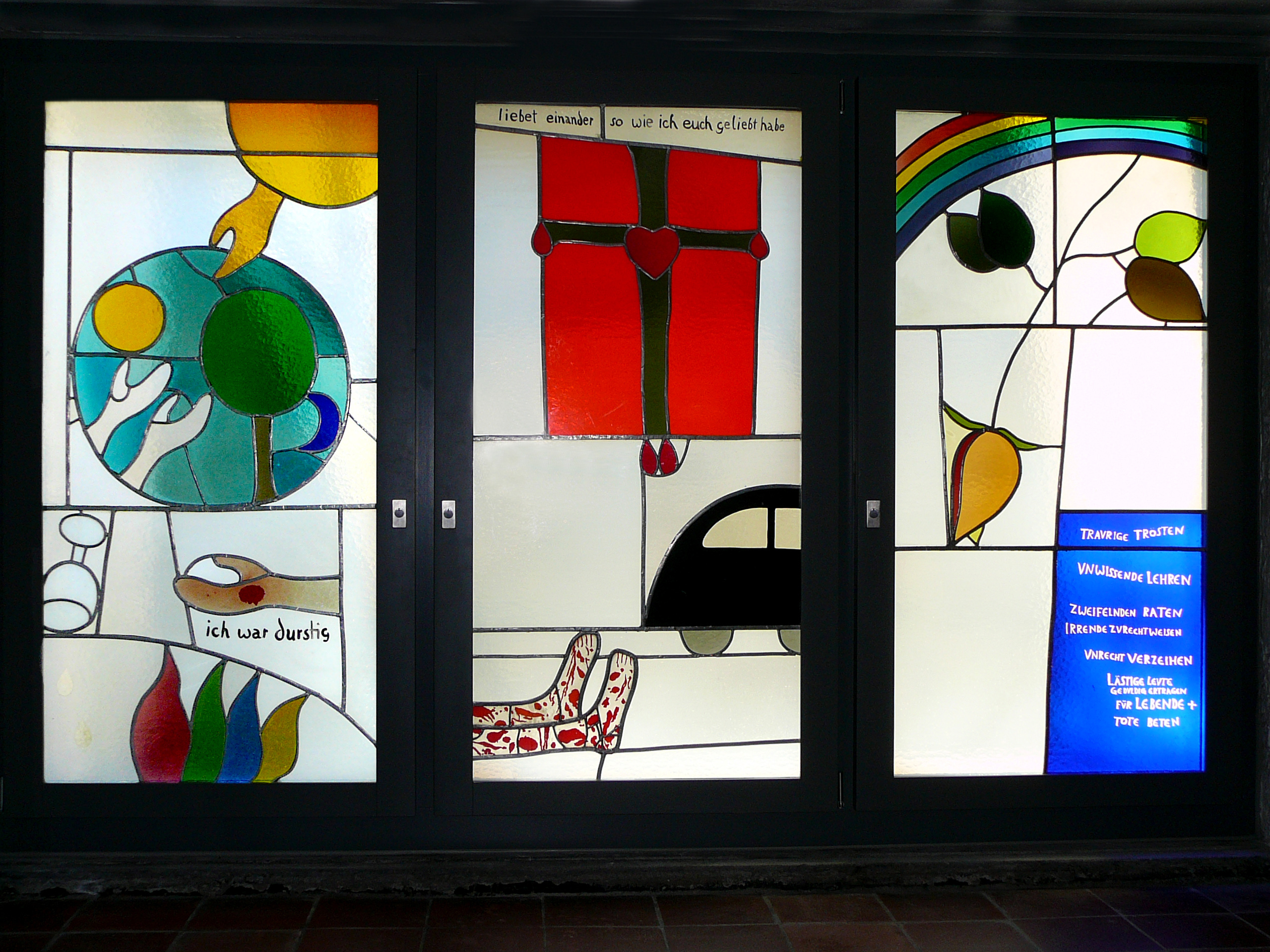
Das Glasfenster in der Krypta von Max Rüedi von 1962

Im Jahr 1961 wurde vom Architekten Karl Higi unter dem Chor der Kirche eine kleine Krypta eingebaut. In diese gelangt man über eine Treppe vom linken Seitenschiff der Kirche her. Hier befindet sich das älteste Kirchenfenster des Künstlers Max Rüedi. Es wurde im Mai 1962 eingesetzt und stellt – in Anlehnung an eine Vision des Bruder Klaus – die Werke der Barmherzigkeit dar. Im linken Fensterteil ist oben die Hand Gottes zu erkennen, die die ganze Schöpfung (dargestellt im Kreis mit Sonne, Mond und Baum) den beiden ausgestreckten menschlichen Händen überreicht. Im unteren Feld ist das Jesuswort Ich war durstig zu lesen. Gezeigt wird die Hand des Gekreuzigten, der sich nach einem umgedrehten leeren Glas ausstreckt. Im mittleren Fenster steht oben als Motto das Jesuswort Liebet einander, wie ich euch geliebt habe. Unterhalb eines Kreuzes wird ein wegfahrendes Automobil dargestellt, dessen Fahrer nach einem Verkehrsunfall den Verletzten zurücklässt, ohne sich um ihn zu kümmern. Der Künstler Max Rüedi verweist mit dieser Darstellung auf die Aktualität der jesuanischen Worte auch in Zeiten des technischen Fortschritts. Im rechten Fenster ist oben der Regenbogen als Zeichen des Bundes zwischen Gott und den Menschen zu erkennen, darunter eine Rose, die als Symbol der göttlichen Liebe vom Himmel zur Erde hinunterwächst. Im unteren Segment sind die sieben geistlichen Werke der Barmherzigkeit zu lesen, wie sie im Katechismus der katholischen Kirche (KKK 2447) formuliert werden: Traurige trösten, Unwissende lehren, Zweifelnden raten, Irrende zurechtweisen, Unrecht verzeihen, Lästige Leute geduldig ertragen, für Lebende und Tote beten. Neben einem Glasfenster in der Wasserkirche ist dieses Kirchenfenster das einzige in der Stadt Zürich, das ein Automobil abbildet. 
Im Jahr 2018 wurde die Krypta durch Christoph Franz vom Architekturbüro „team4“ neugestaltet. Die bisherige liturgische Ausstattung, die 1962 der Künstler Hans Christen geschaffen hatte, wurde ersetzt und der Raum um 90 Grad gedreht, sodass hinter dem neuen Altar eine schräge Chorwand Tageslicht in den Raum einfallen lässt, wodurch der Altarbezirk hervorgehoben wird. Unter schwierigen Umständen (Statik der Kirche) wurde der Hauptraum der Krypta abgesenkt, um Höhe zu gewinnen. Das Glasfenster von Max Rüedi konnte als wertvolles Ausstattungselement der Krypta erhalten bleiben, indem es nun dank einer modernen Hinterglasbeleuchtung zur Geltung kommt.

## Orgel

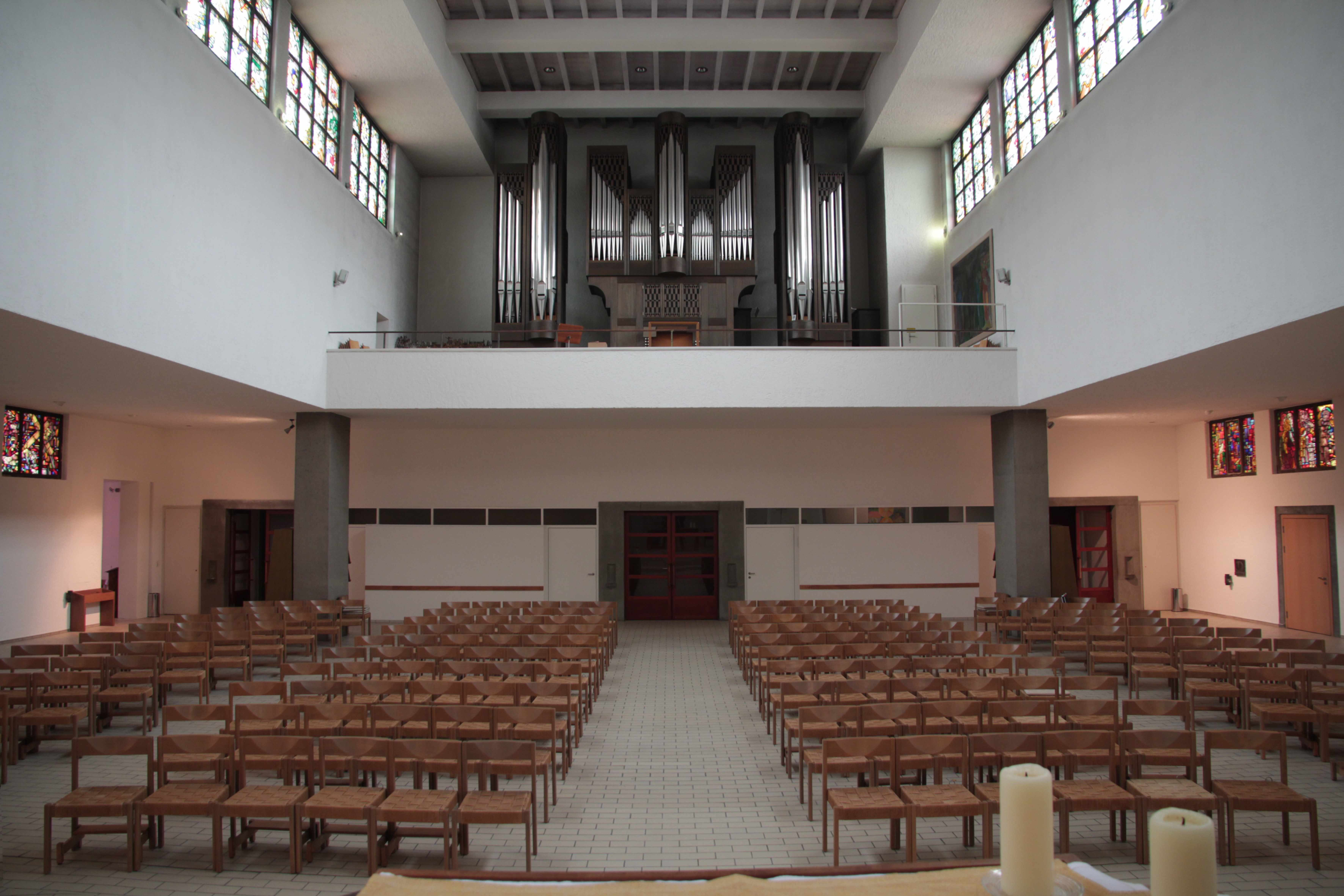
Blick zur Orgelempore

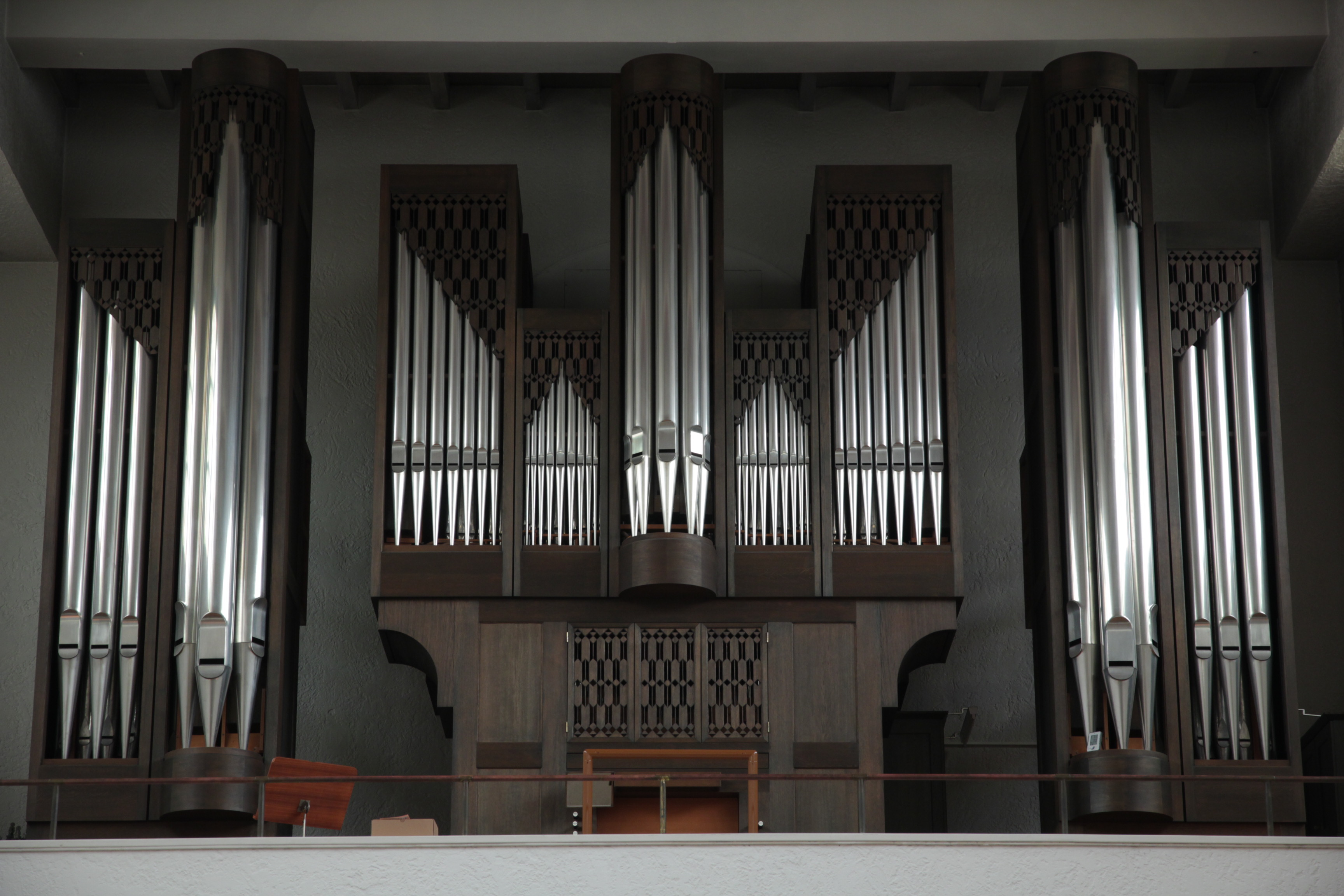
Prospekt der Mathis-Orgel von 1974

Am 7. März 1933 wurde die erste Orgel der Kirche geweiht. Erbaut wurde sie von der Firma Orgelbau AG Willisau und hatte 21 Register und zwei Manuale. Im Jahr 1974 wurde diese Orgel durch einen Neubau von der Orgelbaufirma Mathis, Näfels, ersetzt. Das neue Instrument besitzt 34 Register auf drei Manualen samt Pedalwerk.
Die Disposition:
| I Schwellwerk C–g3 |        |
| Bourdon            | 8′     |
| Gambe              | 8′     |
| Unda maris         | 8′     |
| Principal          | 4′     |
| Koppelflöte        | 4′     |
| Nasat              | 2 ⁄3′  |
| Spitzflöte         | 2′     |
| Terz               | 1 3⁄5′ |
| Plein jeu IV       | 2'     |
| Dulcian            | 16'    |
| Schalmey           | 8'     |

| II Hauptwerk C–g3 |       |
| Pommer            | 16′   |
| Principal         | 8′    |
| Rohrflöte         | 8′    |
| Octave            | 4′    |
| Nachthorn         | 4′    |
| Octave            | 2′    |
| Sesquialtera II   | 2 ⁄3′ |
| Mixtur III–IV     | 1 ⁄3′ |
| Scharf II–III     | 2⁄3′  |
| Trompete          | 8'    |

| III Brustwerk C–g3 |       |
| Holzgedackt        | 8′    |
| Gedacktflöte       | 4′    |
| Principal          | 2′    |
| Larigot            | 1 ⁄3′ |
| Mixtur II–III      | 1⁄2′  |
| Regal              | 8′    |

| Pedal C–g1  |       |
| Praestant   | 16′   |
| Principal   | 8′    |
| Rohrgedackt | 8′    |
| Octave      | 4′    |
| Mixtur III  | 2 ⁄3′ |
| Posaune     | 16′   |
| Zinke       | 8′    |

- Koppeln: I/II, III/II, I/P, II/P, III/P (alle Koppeln als Züge und Tritte ausgeführt)
- Wechselschaltung: Mixtur HW, Trompete HW, Schalmey SW, Plein jeu SW, Posaune Ped, Zinke Ped
- mechanische Spiel- und Registertraktur
- Schleifladen
- Luftbefeuchtungsanlage im Orgelunterbau

## Würdigung
Die Kirche Bruder Klaus ist eine der frühen Eisenbetonkirchen der Stadt Zürich. Für den Architekten Anton Higi bestand die Herausforderung das kleine Grundstück mit einer repräsentativen Kirche zu bebauen. «Mit der klaren Staffelung im Querschnitt und der Verbindung von Langhaus und Chor in einem Baukörper gelang dem Architekten nicht allein eine gut nutzbare, sondern auch eine sehenswerte Kirche zu schaffen, die ins Stadtbild passt.»